# Hans Ferlitsch (Politiker, 1890)
Hans Ferlitsch (* 7. Dezember 1890 in Vorderberg im Gailtal, Kärnten; † 11. September 1968 ebenda) war ein österreichischer Politiker des Landbundes (Erste Republik) sowie der ÖVP (Zweite Republik).

## Leben und Wirken
Hans Ferlitsch wurde auf dem elterlichen Bauernhof in Vorderberg geboren und wuchs dort auch auf. Er besuchte die Ackerbauschule in Klagenfurt, seinen Militärdienst leistete er danach beim Feldkanonenregiment Nr. 9, ebenfalls in Klagenfurt. Im Ersten Weltkrieg war er in Galizien und an der italienischen Front eingesetzt. Nach Kriegsende wurde er Bürgermeister seiner Heimatgemeinde sowie Bauern-Gauobmann. Ab 1925 war Ferlitsch für seinen Heimatbezirk Hermagor im Landeskulturrat, der 1932 in die neue Landwirtschaftskammer überführt wurde. Nach den Landtagswahlen 1927 zog er für den Landbund in den 14. Kärntner Landtag ein, in der Landesregierung Hülgerth ab 1934 war er Landesrat, schied aber 1937 aus der Politik aus.
Nach Ende des Zweiten Weltkrieges war Ferlitsch einer der Gründer des wiedererrichteten Kärntner Bauernbundes, dem er 1945–1960 vorstand, und der Kärntner Volkspartei. Von 6. Juni 1945 bis zu seinem altersbedingten Rückzug aus der Politik 1960 war er Landesrat. Zu Beginn war seine Hauptaufgabe die Versorgung der Bevölkerung mit Lebensmitteln. Später waren seine Schwerpunkte die Erschließung des ländlichen Raums, Modernisierung der Landwirtschaft und die Entwicklung des landwirtschaftlichen Schulwesens.
Er verstarb am 11. September 1968.

## Auszeichnungen
- 1955: Großes Goldenes Ehrenzeichen für Verdienste um die Republik Österreich[3]
- 1961: Großes Goldenes Ehrenzeichen mit dem Stern für Verdienste um die Republik Österreich[3]